# Réserve naturelle de Brånakollene
La Réserve naturelle de Brånakollene  est une aire protégée norvégienne qui est située dans le municipalité de Larvik, dans le comté de Vestfold.

## Description
La réserve naturelle de 0,393 km2 a été créée en 2017, à l'est de Kvelde.
Elle possède une vie d'insectes très riche liée aux vieux arbres et au bois mort. La diversité des espèces de coléoptères est grande. Toutes les espèces d'arbres feuillus sauvages de Norvège poussent dans la réserve.
Du sommet au nord de la réserve, il y a une belle vue sur de grandes parties du sud de Vestfold et vers le fjord d'Oslo. Le sommet, à 225 mètres au-dessus du niveau de la mer, s'élève au-dessus de la canopée de la réserve. La zone autour du sommet est tellement pâturée par les cervidés en hiver que la nouvelle forêt n'a aucune chance de s'établir.
La réserve naturelle était auparavant considérée comme très digne de protection et une zone comme celle-ci à l'époque n'avait pas été trouvée dans la nature comme Forêt tempérée décidue norvégienne, à la fois en termes de conception riche et de nature vierge, se composant de différents types de hêtres.